# Philautus temporalis
Philautus temporalis és una espècie extinta de granota que va viure a Sri Lanka.